# 曾德事件
曾德事件，南明时期导致郑成功、施琅公开决裂的事件。
曾德原是郑彩部下的将领，隆武年间随郑彩、张家玉入江西，郑彩兵败后，曾德改守仙霞岭。隆武二年（顺治三年，1646年）六月被巡按御史尹民兴劾奏，解职回福京（福州）。郑芝龙请求还是派曾德回守仙霞岭。郑芝龙降清后，曾德在郑成功军中受施琅节制。后来，施琅被郑成功削去兵权，曾德投入郑成功营中充当亲随。施琅得知后，派人把曾德捉回斩首。郑成功驰令他不要杀害曾德，施琅擅自将他处斩。郑成功在永曆五年（顺治八年，1651年）五月二十日密令黄山逮捕施琅之弟施显，同时命右先锋黄廷带兵包围施琅住宅，将施琅和他的父亲施大宣拘捕。施琅被捕后，在亲信和当地居民帮助下，逃到清朝控制的大陆。郑成功得知后大怒，在七月把施大宣、施显处斩。施琅对郑成功恨之入骨，于是投靠清朝，同郑氏为敌。